# Wittmarckska huset

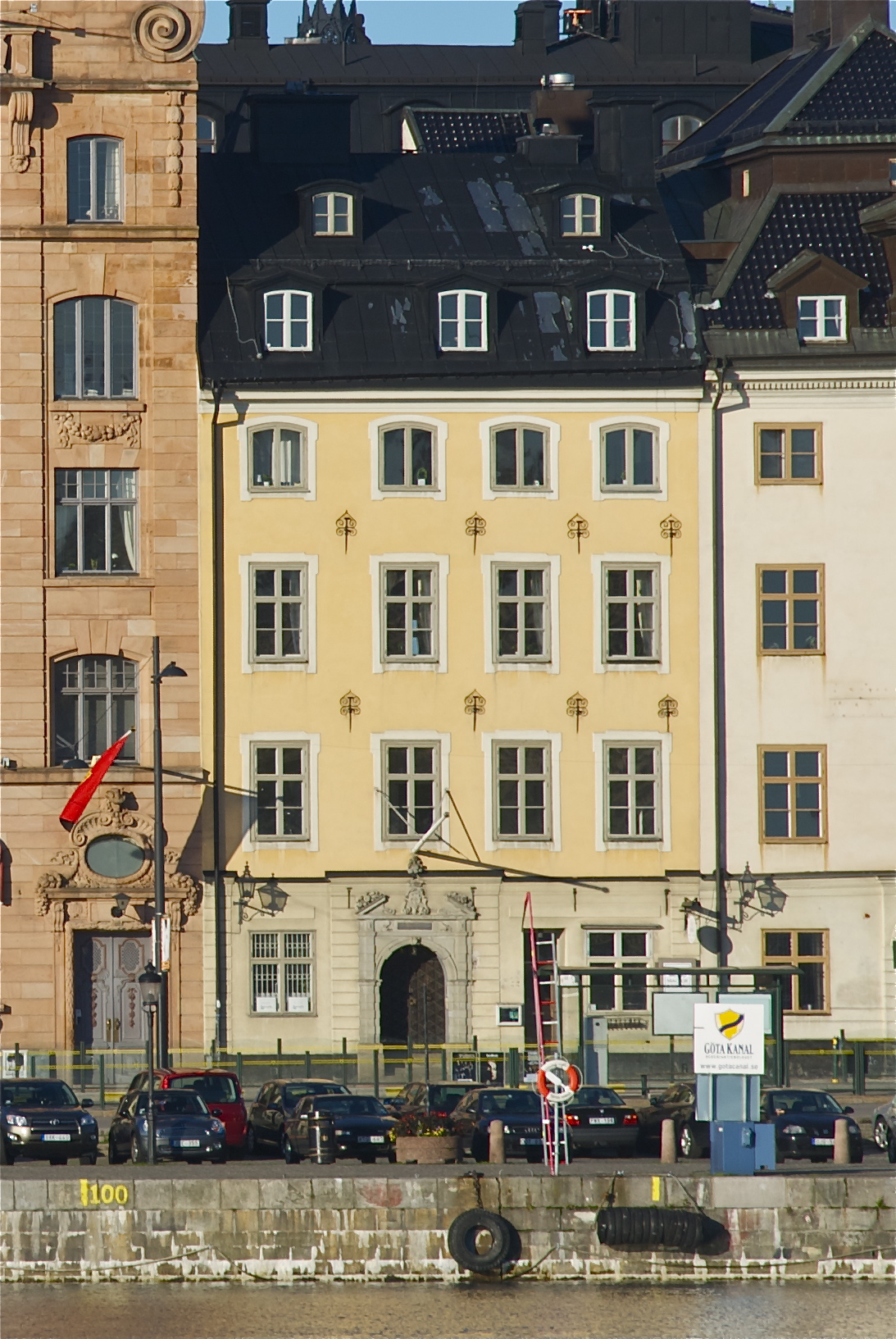
Wittmarckska huset, 2011.

Wittmarckska huset, även Josef Månssons hus, är en byggnad i kvarteret Bootes vid Skeppsbron 6 i Stockholm.

## Byggnadshistoria
Byggnaden uppfördes på 1600-talets mitt, förmodligen 1652, eftersom detta datum anges över porten. Huset beboddes vid 1600-talets mitt av Josef Månsson. Kring 1680-talet kallades huset för Wittmarckska huset efter Claes Wittmack.
Då Claes Wittmack dog 1726 ärvde hans hustru Anna Margareta huset. Hon bodde där själv med sina döttrar tills hon gifte om sig på 1730-talet med friherren Didrik Henning Meijendorff von Yxkull. Därefter bodde den nya familjen där, till dess att Didrik sålde fastigheten den 1 februari 1758.
Idag verkar byggnaden vara inklämd mellan Ruuthska palatset och den höga byggnaden vid Skeppsbron 8. Ursprungligen var dock huset större, med samma utseende och inkluderade hela hörnan fram till Skeppar Karls gränd. Den delen, som även kallades Kadous hus, revs 1901 och ersattes av Skeppsbron 8.
Wittmarckska huset har fyra våningar med fyra fönsteraxlar och en takvåning. Den höga bottenvåningen har gestaltats rusticerad i ljusgrå kulör, medan fasaden i övrigt hålls i en gulvit färgton med vita fönsterinramningar. Entréporten är original från 1652 i ek med en rikt dekorerad portklapp i smidesjärn. I entréportalens attika finns de för Skeppsbroraden typiska utsmyckningar som skvallrar om ägarens verksamhet, här är det exotiska frukter. På en stentavla över porten står följande text:
| ” | PSALM 118 VERS: 7, 8. TACKAR HERRANO TY HAN ÄR MILD OCH HANS GODHET WAHRAR ERWINNERLIGAS T.E.S. K.E.D. Ao 1652 | „ |

Huset har blivit ombyggt på 1700- och 1800-talen samt grundförstärkt 1986. Fastigheten ägs idag (2009) av Nordea Livförsäkring som hyr ut kontor till bland annat  RE/MAX och March One & Grafit Arkitekter.

## Bilder

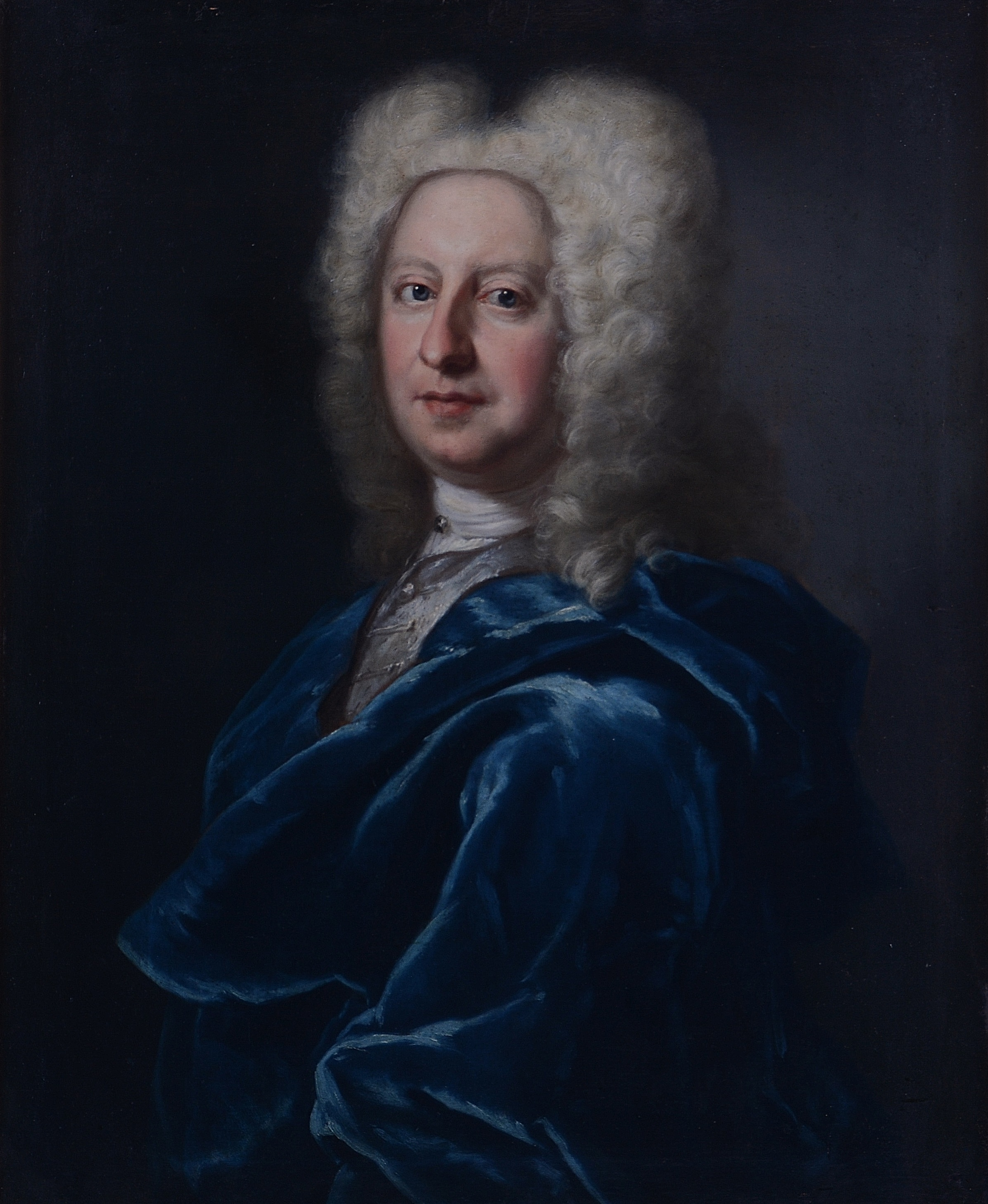
Claes Wittmack avporträtterad av Johan Henrik Scheffel (1720)
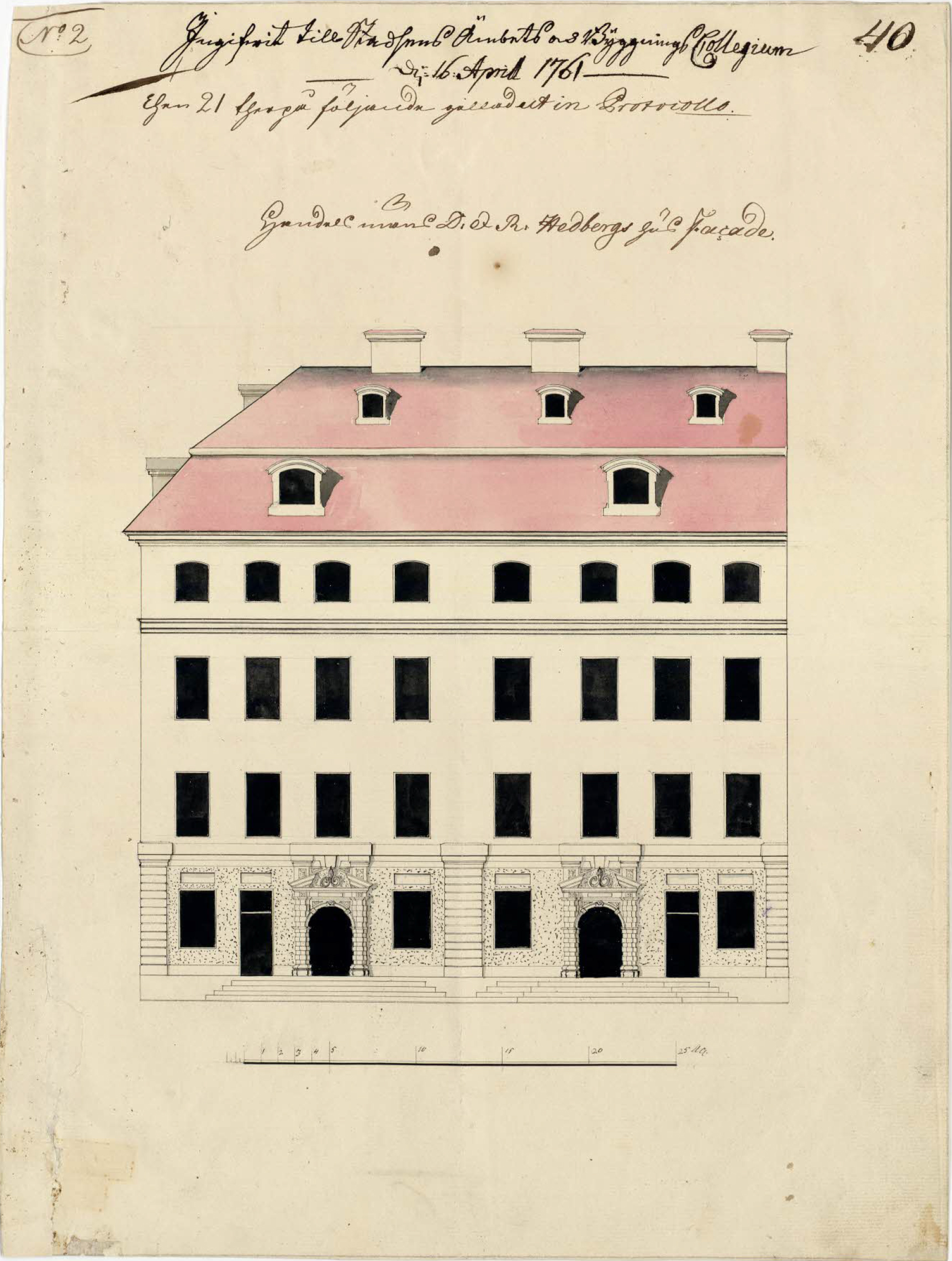
Fasaden Skeppsbron 8 och 6, 1761
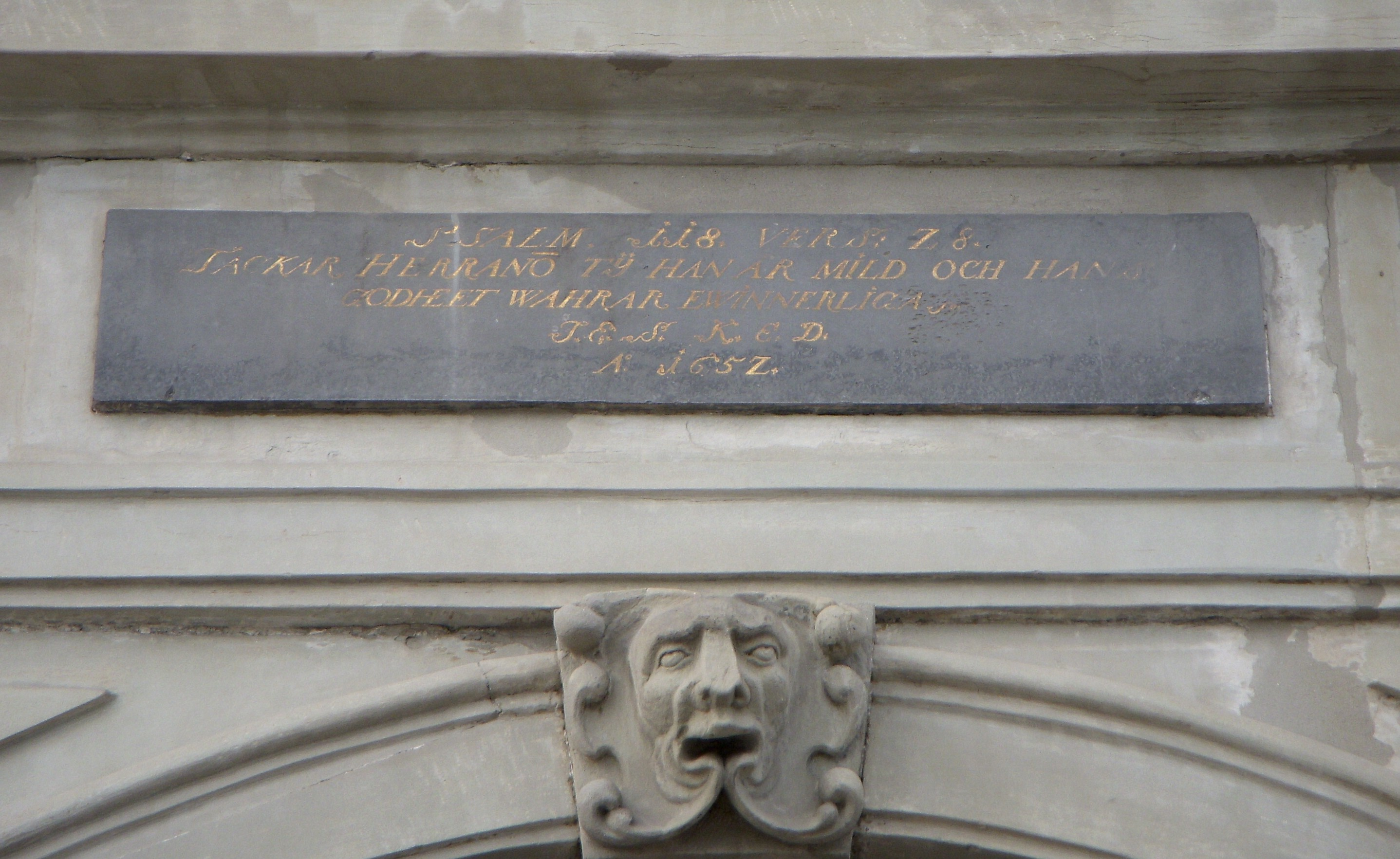
Psalmen över porten
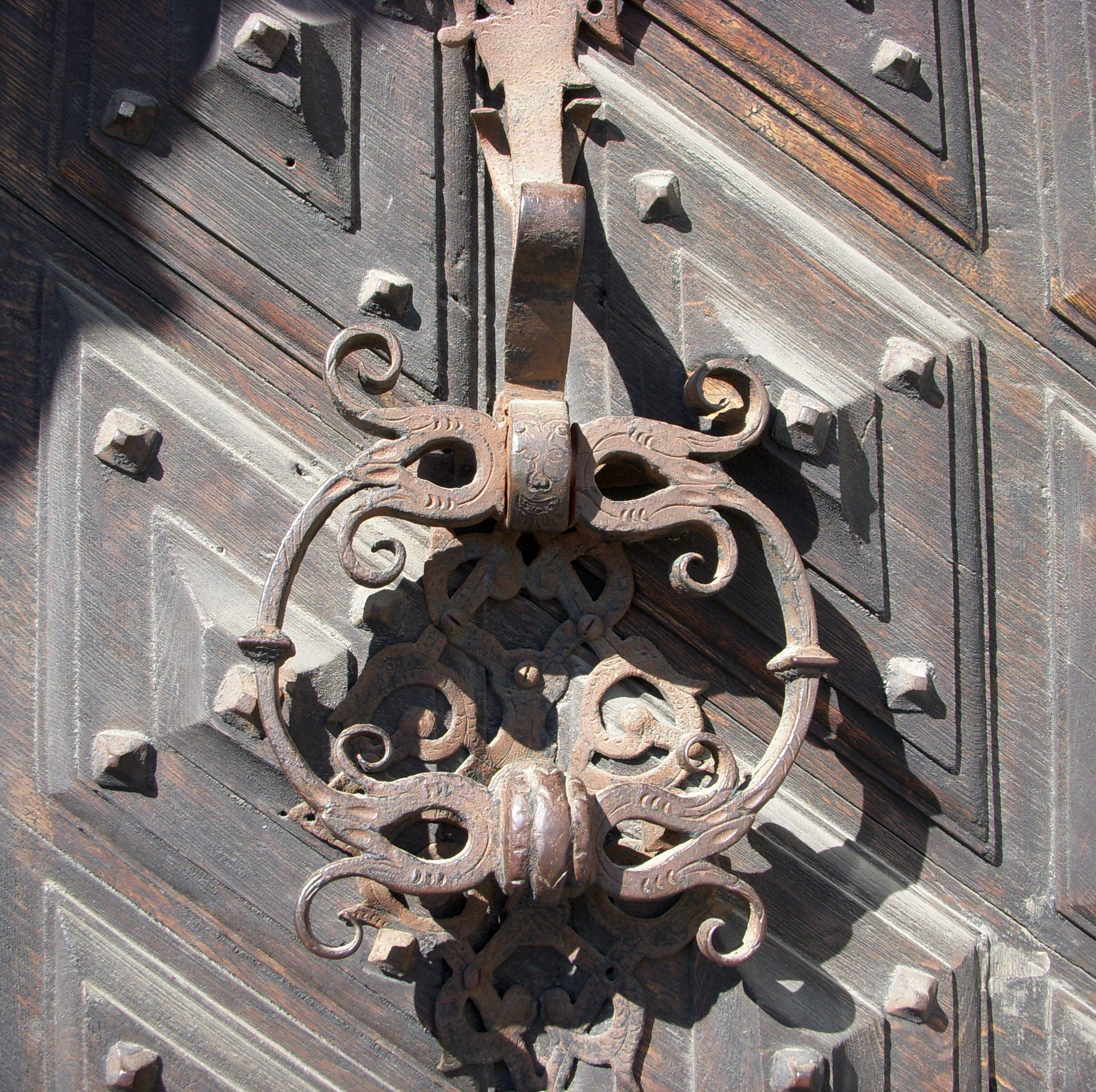
Portklappen på ekporten är från 1600-talet